# 糸川正晃
糸川 正晃（いとかわ まさあき、1974年12月21日 - ）は、日本の政治家。
衆議院議員（2期）、厚生労働大臣政務官（第3次野田改造内閣）、国民新党国会対策委員長、民主党副幹事長、同福井県連代表などを歴任した。

## 略歴
東京都出身。慶應義塾大学法学部法律学科卒業。2001年2月に投資顧問会社「エル・エヌ・シー」を設立し、中国株などへの投資助言を行う。
2005年、第44回衆議院議員総選挙に国民新党公認で比例北陸信越ブロック単独1位で立候補し、初当選。国民新党では唯一の新人当選者であった。
2006年の第164回国会において86回質問に立ち、1973年に島本虎三（日本社会党）が記録した63回を大きく上回り、一国会における質問回数の記録を更新した。
その後、民主党・国民新党両党の幹事長合意により、衆院解散後の民主党入党が決定（比例選出のため、解散後でなければ移籍ができなかった）。2009年7月の衆議院解散後、国民新党を離党して民主党に入党し、民主党公認で福井2区より立候補した。自由民主党の山本拓に敗れたが、重複立候補していた比例北陸信越ブロックで復活し、再選。
総選挙後、民主党国会対策副委員長への就任が内定したが、直前に差し替えられた。これは小選挙区当選者を優遇する当時の幹事長であった小沢一郎の意向によるものだった。
2012年2月の第12回民主党福井県連定期大会で県連代表に就任。
2012年10月2日、第3次野田改造内閣で厚生労働大臣政務官に就任。同年12月の第46回衆議院議員総選挙で民主党公認で福井2区から立候補するも、再び山本に敗れ、比例復活もならず落選した。
その後、引き続き県連代表をつとめるとともに2013年10月には次期衆院選への立候補を目指して党に公認申請を行い、同12月には選挙区割り再編後の「新2区」公認内定が発表されていたが、2014年11月に衆議院解散が確実視されるようになると同月18日に党本部に対し不出馬の意向を連絡。20日には県連の緊急役員会でも不出馬と代表辞任を表明し、正式に了承された。同日の記者会見では政界からの引退や離党は否定し、今後の選挙活動については「全くの白紙」とした。不出馬の理由については「自分の理想として掲げている政治と、現在の党利党略の政治のあり方にずれを感じる。（衆院議員の）4年間の任期で県民、国民に対して責任を負える自信がない」などと説明した。また、福井県内では3つあった選挙区が公職選挙法の改正による2013年の区割り変更で2区に再編され、糸川が地盤にしていた奥越（大野市、勝山市）、坂井市、あわら市が選挙区外になったことも判断に影響した。同県連では新1区への立候補を目指した元衆議院議員の笹木竜三（同じく2012年衆院選で落選）も党本部の公認を得られず立候補を断念した。民主党は第47回衆議院議員総選挙に際し、新1区については候補者擁立に至らず維新の党の公認候補に選挙区を譲り、新2区には新人候補の辻一憲を擁立したがいずれも落選した。
2015年、笹川堯の秘書に就任。
2016年、公益財団法人マリンスポーツ財団の評議員に就任。
2017年、公益財団法人全日本空手道連盟の理事に就任。
2018年9月、自由民主党は、翌2019年に実施予定の第25回参議院議員通常選挙の比例区候補として糸川の公認を決定した。投票の結果、落選した。
2022年　公益財団法人全日本空手道連盟の常任理事に就任。
2024年7月、エアトリ創業者の吉村英毅、暁翔キャピタル社長の山口功一郎らと「令和政経義塾」を設立し、糸川は塾長に就任した。

## 政策・主張
- 選択的夫婦別姓導入への賛否について「どちらとも言えない」としている[10]。
- 2024年パリ・オリンピック、2028年ロサンゼルス・オリンピックで空手が正式種目として採用されるよう活動[11]。
- 憲法改正に賛成[12]。
- 集団的自衛権の行使を禁じた政府の憲法解釈を見直すことに賛成[12]。
- 日本の核武装について今後の国際情勢によっては検討すべきとしている[12]。
- 女性宮家の創設に賛成[12]。
- 第46回衆議院議員総選挙後の政権は、民主党と自由民主党の大連立が望ましいとしていた[12]。

## 不祥事
2010年1月、糸川が社長を務める投資顧問会社が、認められていない証券取引などを行っていたとして、金融庁から3カ月間の業務停止を命じられていたことが報じられた。